# Sami Saarenpää
Sami Saarenpää (ur. 24 czerwca 1986 w Kouvola) – fiński snowboardzista. Nigdy nie startował na igrzyskach olimpijskich. Jego najlepszym wynikiem na mistrzostwach świata w snowboardzie było 4. miejsce w Big Air na mistrzostwach w Arosa. Najlepsze wyniki w Pucharze Świata osiągnął w sezonie 2007/2008, kiedy to zajął 83. miejsce w klasyfikacji generalnej. Jest wicemistrzem świata juniorów w halfpipe’ie z 2004 r. oraz w Big Air z 2006 r.

## Sukcesy

### Mistrzostwa Świata
| Miejsce | Dzień       | Rok  | Miejscowość | Konkurencja | Zwycięzca      |
| ------- | ----------- | ---- | ----------- | ----------- | -------------- |
| 4.      | 19 stycznia | 2007 | Arosa       | Big Air     | Mathieu Crepel |

### Puchar Świata

#### Miejsca w klasyfikacji generalnej
- 2002/2003 - -
- 2003/2004 - -
- 2004/2005 - -
- 2005/2006 - 91.
- 2006/2007 - 127.
- 2007/2008 - 83.
- 2008/2009 - 152.

#### Miejsca na podium
1. Petersburg – 4 marca 2006 (Big Air) - 1. miejsce
2. Sztokholm – 17 listopada 2007 (Big Air) - 3. miejsce